# Табор
Табор (чеш. Tábor) град је у Чешкој Републици, у оквиру историјске покрајине Бохемије. Табор је други по величини град управне јединице Јужночешки крај, у оквиру којег је седиште засебног округа Табор.
Табор је постао познат по повезаности са хуситским покретом и сматра се једним од места чешког народног препорода у 19. веку. Такође, град има једно од најбоље очуваних и најлепших старих језгара у држави.

## Географија
Табор се налази у јужном делу Чешке републике. Град се налази 80 км јужно од главног града Прага, а од првог већег града, Чешких Будјејовица, 60 км североисточно.
Табор се налази на реци Лужници у области југоисточне Бохемије. Надморска висина града је око 440 м.

## Историја
Подручје Табора било је насељено још у доба праисторије. Насеље под данашњим називом први пут се у писаним документима спомиње у 1420. године као место боравка таборита, радикалнога крила хусита. То крило добило је име по граду Табору. Насеље је 1437. године добило градска права.
1919. године Табор је постао део новоосноване Чехословачке. У време комунизма град је нагло индустријализован. После осамостаљења Чешке дошло је до опадања активности тешке индустрије и до проблема са преструктурирањем привреде.

## Становништво
Табор данас има око 36.000 становника и последњих година број становника у граду стагнира. Поред Чеха у граду живе Словаци и Роми.

## Партнерски градови
- Констанц
- Дол
- Шкофја Лока
- Оринда
- Велс
- Син Никлас
- Формиђине

## Галерија
- Део трга са градским торњем
- Споменик Јану Жижки
- Сабор Преображења Хритовог
- Стара чешка архитектура